# 大蓮公園

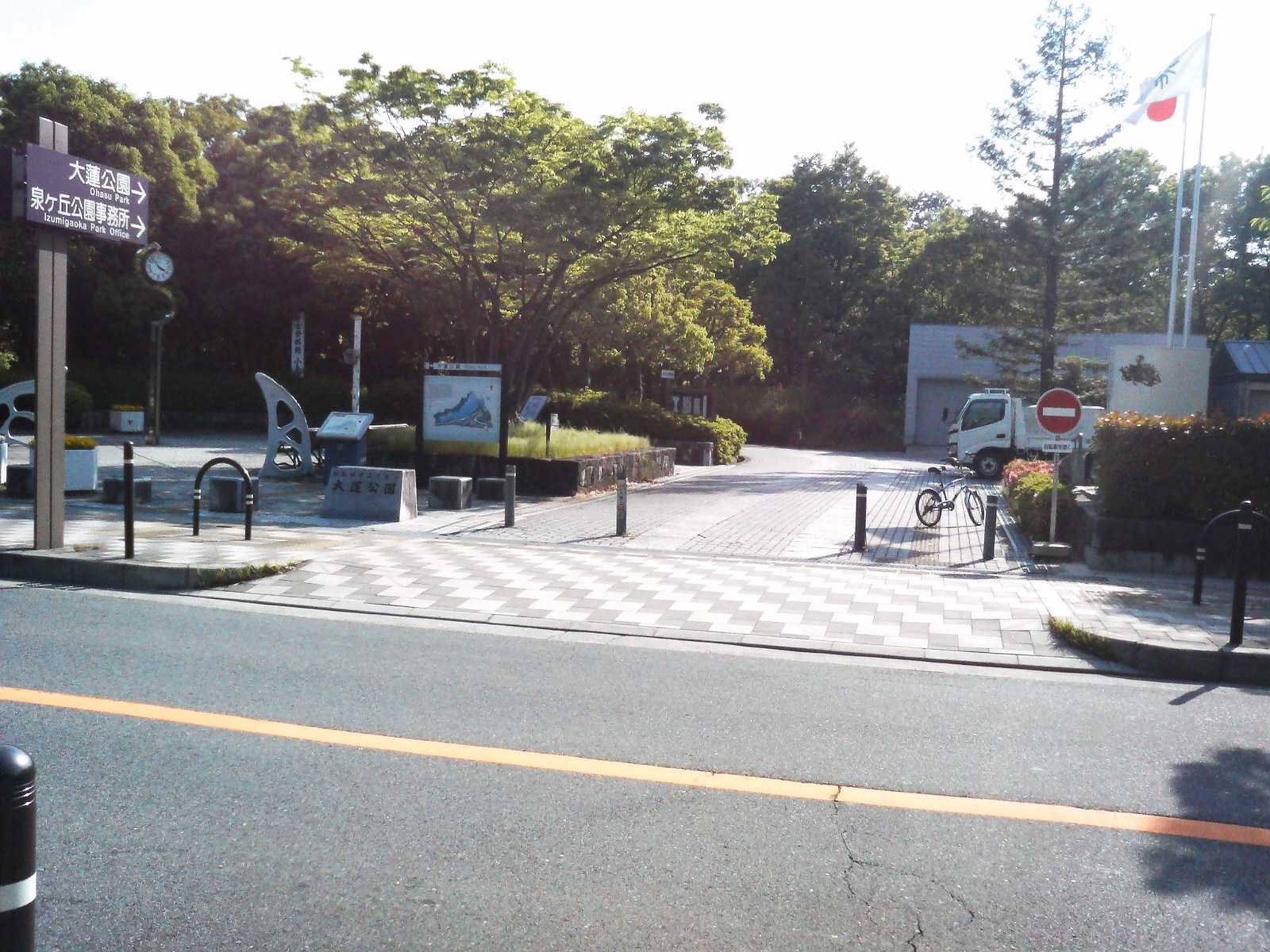
大蓮公園の入り口

大蓮公園（おおはすこうえん）は大阪府堺市の泉北ニュータウンにある公園である。
1970年（昭和45年）から5年間をかけて造成され、総面積は13.4ha。園内の面積の三分の一は大蓮池という灌漑用の人工池で、公園の名前はこれに由来する。
近くには堺市立ビッグバンがある。
公園内には1970年に大阪府立泉北考古資料館が設けられ、周辺に広がる陶邑窯跡群から出土した遺物を収蔵・展示していた。2010年に堺市に移管して堺市立泉北すえむら資料館となったが、2016年に閉館となった。
現在、Park-PFI制度「SUEプロジェクト」により南海不動産を代表者とする指定管理者が運営しており、マウンテンバイクフィールドを設置し、すえむら資料館の建物はカフェが入るなどの活用が図られている。
「SUEプロジェクト」が市民と賑わいを広げるPark-PFI制度を活用した公園として、2022年度グッドデザイン賞受賞。

## 諸情報
- 所在地：大阪府堺市南区若松台
- 交通：南海泉北線 泉ヶ丘駅から徒歩10分。